# Parabuthus
Parabuthus é um gênero de escorpiões, da família Buthidae.

## Espécies
| P. brevimanus (Thorell, 1876) | P. calvus Purcell, 1898      | P. capensis (Ehrenberg, 1831)    |
| P. cimrmani Kovarik, 2004     | P. distridor Lamoral, 1980   | P. eritreaensis Kovarik, 2003    |
| P. gracilis Lamoral, 1979     | P. granimanus Pocock, 1895   | P. granulatus (Ehrenberg, 1831)  |
| P. heterurus Pocock, 1899     | P. hunteri Pocock, 1895      | P. kalaharicus Lamoral, 1977     |
| P. kraepelini Werner, 1902    | P. kuanyamarum Monrad, 1937  | P. laevifrons (Simon, 1888)      |
| P. liosoma (Ehrenberg, 1828)  | P. maximus Werner, 1913      | P. mossambicensis (Peters, 1861) |
| P. muelleri Prendini, 2000    | P. namibensis Lamoral, 1979  | P. nanus Lamoral, 1979           |
| P. pallidus Pocock, 1895      | P. planicauda (Pocock, 1889) | P. raudus (Simon, 1888)          |
| P. schlechteri Purcell, 1899  | P. stridulus Hewitt, 1913    | P. transvaalicus Purcell, 1899   |
| P. villosus (Peters, 1862)    |                              |                                  |